# Nautilocalyx chimantensis
Nautilocalyx chimantensis är en tvåhjärtbladig växtart som beskrevs av L.E. Skog och Julian Alfred Steyermark. Nautilocalyx chimantensis ingår i släktet Nautilocalyx och familjen Gesneriaceae. Inga underarter finns listade i Catalogue of Life.